# Франческо Сасети
Франческо Сасети (на италиански: Francesco Sassetti; * април 1421, Флоренция, Флорентинска република; † 9 март 1491, ), е италиански банкер и меценат, произхождащ от фамилията Сасети от Флоренция.

## Биография
Франческо Сасети е роден във Флоренция като най-малкия син на Томазо Сасети. През 1438-9 г. постъпва на служба в Банката на Медичи във филиала в Авиньон. Той бързо се издига и няколко години по късно става управител на клона. През 1453 г. преминава на работа във филиала на банката в Женева, а през 1458 г. се връща във Флоренция и става финансов съветник на Пиеро ди Козимо де Медичи и Лоренцо де Медичи. Скоро след това се жени. След известно време отново е повишен и заема най-голямата длъжност в Банката на Медичи, която може да заеме външен на семейството човек – става главен управител на банката (Лоренцо го наричал nostro ministro).
Освен богат банкер Франческо се изявява и като меценат. Желаейки да остави името си в историята, той решава да построи семейна капела, която да украси със стенописи. През 1479 г. той придобива малката и тясна, но висока капела за хора, вляво от главния олтар църквата „Санта Тринита“. Изборът на Сасети за художник пада върху най-популярния живописец във Флоренция по това време - Доменико Гирландайо, който току-що се е завърнал от Рим. Договорът за изписването на капелата е подписан 25 декември 1480 г., като самото изписване се извършва между 1482 и 1485 г. В централния олтар на капелата Гирландайо рисува картината „Поклонението на пастирите“, върху която е означена с латински букви годината 1485. Капелата получава името Капела „Сасети“ и често е описвана като „едно от съкровищата на архитектурата, живописта и скулптурата на Ренесанса“. В капелата се намира и саркофагът на Франческо Сасети, починал през 1490 г.
Негов съперник е Джовани Торнабуони, също толкова доверен човек, близък до Медичите, който поема управлението на Банката на Медичите през 1484 г. Франческо има синовете Галеацо, Федерико, Теодоро I и Козимо. Теодоро умира около 1480 г., но малко след това 60-годишният Франческо има друг син, когото отново нарича Теодоро, наричан от историографията Теодоро II, за да го разграничи от първия.